# Hallands regemente
Den här sidan handlar om det tidigare Västgöta-Dals regemente som 1902 bytte namn till Hallands regemente, för 1700-talsregementet Hallands regemente, se Halländska infanteriregementet.
Hallands regemente (I 16/Fo 31) var ett infanteriförband inom svenska armén som verkade i olika former åren 1902–2000. Förbandsledningen var förlagd i Halmstads garnison i Halmstad.

## Historia

### Bildandet
Regementet har sitt ursprung i Västgöta-Dals regemente bildades genom att Västergötlands storregemente åren 1621–1624 delades i tre delar. Inför 1901 års försvarsbeslut föreslog chefen för generalstaben, generalmajor Axel Rappe, att ett nytt infanteriregemente skulle bildas inom I. arméfördelningen. Stommen till det nya regementet föreslogs hämtas från Västgöta-Dals regemente och Bohusläns regemente. De kvarvarande delarna av de två regementena föreslogs då att sammanslås och bilda Bohus-Dals regemente inom III. arméfördelningen. Regeringen förordade dock att Västgöta-Dals regemente och Hallands bataljon skulle sammanslås och bilda ett nytt infanteriregemente avsett för I. arméfördelningen. Befälskadern vid de två förbanden skulle dock få företrädde till det för Vaxholm och Oscar Fredriksborg avsedda infanteriregementet. Genom försvarsbeslutet beslutades dock att Västgöta-Dals regemente skulle lämna sina rotar i Västergötland och omlokaliseras till Halland. Med denna påfallande förändring kom regementet den 1 januari 1902 att anta namnet № 16 Hallands regemente. Vid samma tid överfördes en av regementets bataljoner till Skedalahed, sju kilometer öster om Halmstad, där tidigare Hallands bataljon övats.

### Ordningsnumret
I samband med 1914 års härordning justerades 1914 samtliga ordningsnummer inom armén. För till exempel Hallands regemente innebar det att regementet blev tilldelad beteckningen I 16. Justeringen av beteckningen gjordes för att särskilja regementen och kårer mellan truppslagen. Det med bakgrund till att namn och nummer som till exempel № 3 Livregementets grenadjärkår och № 3 Livregementets husarkår kunde förefalla egendomliga för den som inte kände till att förbanden ifråga tillhörde skilda truppslag.

### Infanteriets kadettskola
Inför försvarsbeslutet 1958 föreslog regeringen för riksdagen att Infanteriets kadettskola (InfKS) skulle omlokaliseras till Halmstad, samt att reducera större delen av skolans administration. Det med bakgrund till att dess etablissement i Bagartorp/Ulriksdal ansågs för trång och att åtgärda detta problem genom nybyggnad ansågs även ytterst begränsade. Det bland annat genom att utbildningsbetingelserna på Järvafältet blev mer och mer beskurna, samtidigt som övriga Stockholmsförband som nyttjade Järvafältet var i behov av förbättrade övningsmöjligheter. Vad som talade för att förlägga skolan till Halmstads garnison och samlokalisera den med Hallands regemente (I 16), var att den årliga utbildningskontingent av värnpliktiga vid Hallands regemente (I 16) skulle minskas. Därmed frigjordes förläggningsmöjligheter vid regementet. Den 1 januari 1962 omlokaliserades skolan till Halmstad, samt omorganiseras till Infanteriets kadett- och aspirantskola (InfKAS). I Halmstad blev skolan en del av Hallands regemente (I 16) samt underställd dess chef.

### 1974 års regeringsform
I samband med att 1974 års regeringsform trädde i kraft den 1 januari 1975, ändrades namnet från Kungliga Hallands regemente till enbart Hallands regemente. Samtidigt fråntogs Konungen den formella rollen som högste befälhavare för krigsmakten, vilket även kom att gälla rollen som förbandschef över gardesförbanden. Från den 1 januari 1975 kvartsod monarken enbart som hederschef över gardesförbanden.

### OLLI-reformen
I samband med OLLI-reformen, vilken genomfördes inom försvaret åren 1973–1975, sammanslogs Hallands regemente med Hallands försvarsområde (Fo 31). Och från den 1 juli 1975 bildade försvarsområdesregementet I 16/Fo 31. Detta medförde att Hallands regemente blev ett A-förband (försvarsområdesregemente). Inom ett försvarsområde tillfördes A-förbanden det samlade mobiliserings- och materialansvaret medan B-förbanden endast var utbildningsförband. Dock så var Hallands regemente fram till 1994 ensamt arméförband med krigsuppgift inom Hallands försvarsområde.

### Försvarsbesluten
Genom försvarsutredning 88 stod det klart att fyra brigadproducerande regementen skulle avvecklas. Bakgrunden var att de ekonomiska problem som uppkommit inom försvaret under 1970-talet och 1980-talet kvarstod och rätades ej ut i samband med försvarsbeslutet 1987. Därav begärde Regeringen Carlsson I en ny utredning från överbefälhavaren Bengt Gustafsson, Försvarsutredning 88 (FU 88), om arméns utveckling. Utredningen ledde till att Riksdagen i december 1989 beslutade om att armén från den 1 juli 1992 skulle bestå av 18 brigader (en minskning med 11 brigader). I valet av vilka brigadproducerande regementen som skulle avvecklas ställdes hela tio regementen mot varandra. Värmlands regemente (I 2/Fo 52) i Karlstad, Livregementets grenadjärer (I 3/Fo 51) i Örebro, Livgrenadjärregementet (I 4/Fo 41) i Linköping, Kronobergs regemente (I 11/Fo 16/18) i Växjö, Norra Smålands regemente (I 12/Fo 17) i Eksjö, Hälsinge regemente (I 14/Fo 21) i Gävle, Älvsborgs regemente (I 15/Fo 34) i Borås, Hallands regemente (I 16/Fo3l) i Halmstad, Bohusläns regemente (I 17) i Uddevalla och Norra skånska regementet (P 6/Fo 14) i Kristianstad. I den första samlade bedömningen ansågs Livgrenadjärregementet (I 4/Fo 41), Kronobergs regemente (I 11/Fo 16/18) och Älvsborgs regemente (I 15/Fo 34) ha de bästa förutsättningar för att utbilda två brigader samt att utbilda mekaniserade brigader men där Livgrenadjärregementet och Norra Smålands regemente ansågs ha de bästa övningsmöjligheter med andra truppslag, genom de garnisonsfördelar respektive regemente hade genom andra förband inom garnisonsorten. I den process som följde ställdes regementen inom militärområdena mot varandra. Inom Västra militärområdet ställdes Älvsborgs regemente (I 15/Fo 34), Hallands regemente (I 16/Fo 31) och Bohusläns regemente (I 17) mot varandra. Älvsborgs regemente ansågs ur beredskapssynpunkt lämpligt lokaliserat med hänsyn till närheten till Landvetter och Göteborg, men även det centrala läget i Västsverige sett ur resesynpunkt för värnpliktiga. Hallands regemente ansågs ha goda möjligheter att utbilda en infanteribrigad för västra Sverige. Till fördel för Älvsborgs regemente (I 15/Fo 34) och Hallands regemente (I 16/Fo 31) var även att de båda var försvarsområdesregementen medan det territoriella ansvaret för Göteborgs och Bohus försvarsområde upprätthölls av Västkustens marinkommando. Regeringen förslog därmed att Bohusläns regemente (I 17) skulle avvecklas.
Inför försvarsbeslutet 1992 föreslog regeringen rationaliseringar av utbildningen av infanteribrigaderna, genom bland annat att samlokalisera förband inom samma stad eller län. Regeringen föreslog för riksdagen att samlokalisera Göta luftvärnsregemente (Lv 6) med Hallands regemente i Halmstad. Genom samma försvarsbeslut kom även krigsorganisationen att tydliggöras, detta då Hallandsbrigaden avskildes från regementet, och bildade den 1 juli 1994 ett självständigt kaderorganiserat krigsförband inom Södra militärområdet (Milo S). Den kvarvarande verksamheten vid regementet kom att bland annat omfatta försvarsområdesstaben, garnisonssamordning, depåverksamhet, skjutfältsdetalj och hemvärns- och frivilligdetalj.
Inför försvarsbeslutet 1996 föreslogs en ny försvarsområdesindelningen, vilket innebar att tre försvarsområdesstaber inom Södra militärområdet (Milo S) skulle avvecklas senast den 31 december 1997. Försvarsmaktens förslag var att försvarsområdesstaben i Halmstad skulle avvecklas tillsammans med övriga förband inom Halmstads garnison för att istället bibehålla Älvsborgsbrigaden och Skånska luftvärnskåren. Regeringen ansåg dock att försvarsområdesstaben och brigaden i Halmstad skulle kvarstå till förmån för en avveckling av Älvsborgs regemente med brigad. Regeringen ansåg dock att Göta luftvärnskår skulle kvarstå. Istället förslog regeringen att Älvsborgsbrigaden och Älvsborgs regemente skulle avvecklas då garnisonen i Borås ansågs ha begränsade utvecklingsmöjligheter beträffande produktion av mekaniserade förband. Att avveckla garnisonen i Borås skulle samtidigt ge möjligheten att sänka kostnaderna genom att behålla garnisonen i Halmstad. De tre försvarsområdesstaber som regeringen föreslogs för avveckling återfanns i Kalmar, Växjö och Ystad.

### Regementets nedläggning
Inför försvarsbeslutet 2000 föreslog regeringen i sin propositionen för riksdagen att den taktiska nivån bör reduceras genom att fördelnings- och försvarsområdesstaber samt marinkommandon och flygkommandon skulle avvecklas. Detta för att utforma ett armétaktiskt, marintaktiskt respektive flygtaktiskt kommando vilka skulle samlokaliseras med operationsledningen. Förslaget innebar att samtliga försvarsområdesstaber skulle avvecklas, vilket inkluderade Smålands regemente. Vidare föreslog regeringen i propositionen att avveckla de fem infanteribrigaderna IB 1, IB 2, IB 12, IB 16 och NB 13 då regeringen ansåg att bibehålla dem skulle kräva omfattande investeringar för att kunna utgöra enheter för mekaniserad utbildning. Vidare ansågs att deras övnings- och skjutfält i vissa fall var begränsande. Från den 1 juli 2000 övergick verksamheten till en avvecklingsorganisation, fram till att avvecklingen skulle vara slutförd senast den 31 december 2001. Avvecklingsorganisationen upplöstes i sin tur den 31 mars 2001, då avvecklingen av förbandet ansågs slutförd.

## Ingående enheter
Genom 1901 års härordning fastställdes att tillgång till trupp skulle regleras genom allmän värnplikt, vilket bland annat resulterade i att infanteriregementena utökades med en bataljon och kom att omfatta tre infanteribataljoner. I samband med krigsutbrottet 1914 fastställdes försvarsbeslutet 1914, vilket bland annat medförde att linjeregementet I 16 organiserades och mobiliserades. I likhet med övriga infanteriregementen skulle också ett reservregemente sättas upp, dock kom dessa aldrig att mobiliseras. Vidare infördes en brigadorganisation inom armén, där två infanteriregementen bildade en brigad. I 11 tillsammans med I 16 bildade 1. infanteribrigaden, ingående i I. arméfördelningen. Genom försvarsbeslutet 1925 reducerades försvaret kraftigt. Bland annat så utgick reservregementena samt att antalet arméfördelningar reduceras med två. Vidare reducerades samtliga infanteriregementen med en bataljon och kom att från den 1 januari 1928 bestå av två infanteribataljoner. De tidigare linjeregemente ersattes samtidigt med begreppet fältregemente. Som en följd av försvarsnedskärningarna under slutet av 1920-talet, kunde regementet vid krigsutbrottet 1939 endast mönstra två bataljoner, dock var dessa inte helt fulltaliga eller rustade. I den nya organisationen kom regementet underställas chefen för Södra arméfördelningen. Genom försvarsbeslutet 1942 stärktes dock försvarets krigsorganisation, vilket bland annat medförde att infanteriregementena tillfördes en tredje bataljon, samt att i stort sett samtliga kom att sätta upp två fältregementen. Dels det ordinarie regementet, men sen ett helt nytt som blev ett så kallat dubbleringsregemente. Dubbleringsregementet erhöll det ordinarie regementets nummer plus 30. Det vill säga fältregementetna numrerades som i Hallands regementes fall, I 16 och I 46. Det fredstida regementet betecknades som I 16 depå, för att särskilja det från krigsförbanden. Genom försvarsbeslutet 1948 kom fältregementena att omorganiseras till brigader.

### 1.infanteribrigaden
1. infanteribrigaden var en infanteribrigad inom I. arméfördelningen som verkade åren 1915–1927 och bestod av Kronobergs regemente och Hallands regemente.

### Hallandsbrigaden (äldre)
Hallandsbrigaden (IB 16) bildades 1949 genom att fältregementet Hallands regemente (I 16) omorganiserades till brigad. Genom försvarsbeslutet 1958 kom brigaden att upplösas och avvecklas.

### Hallandsbrigaden (yngre)
Hallandsbrigaden (IB 16) ursprungligen Västkustbrigaden (IB 46) bildades 1949 genom att fältregementet Varbergs regemente (I 46) omorganiserades till brigad. Genom försvarsbeslutet 1958 blev ensam brigad vid Hallands regemente. År 1964 övertog brigaden namnet Hallandsbrigaden från sin avvecklade systerbrigad. Den 1 juli 1994 avskildes Hallandsbrigaden (IB 46) från regementet, och blev ett kaderorganiserat krigsförband inom Södra militärområdet (Milo S), under det nya namnet Hallandsbrigaden (IB 16). Brigaden avvecklades den 30 juni 2000 i samband med försvarsbeslutet 2000.

### Hallands försvarsområde
Hallands försvarsområde (Fo 31) ursprungligen Halmstads försvarsområde (Fo 31), bildades den 1 oktober 1942, och hade sin stab lokaliserad till Badhusgatan 10 i Halmstad. Den 1 januari 1947 omlokaliserades staben till Göteborg, där den leddes av försvarsområdesbefälhavaren för Göteborgs och Bohus försvarsområde (Fo 32). Dock så kvarstod en mindre stab i Halmstad på Badhusgatan 10. Den 1 oktober 1958 sammanslogs Halmstads försvarsområde (Fo 31), Göteborgs och Bohus försvarsområde (Fo 32) och Göteborgs skärgårds försvarsområde (Fo 33) och bildade ett nytt försvarsområde, Göteborg och Bohus samt Hallands försvarsområde jämte Göteborgs kustartilleriförsvar (Fo 32/31-GbK).
I samband med OLLI-reformen splittrades försvarsområdet, och för Hallands län bildades den 1 juli 1975 Hallands försvarsområde (Fo 31). Hallands försvarsområde fick gemensam stab med Hallands regemente (I 16). Genom den omorganisationen lokaliserades försvarsområdesstaben med regementet vid Göteborgsvägen. Hallands försvarsområde upplöstes och avvecklades tillsammans med regementet den 30 juni 2000.

### Infanteriets officershögskola
Infanteriets officershögskola (InfOHS) ursprungligen Infanteriets kadettskola (InfKS) bilades den 28 september 1945 och hade sin utbildning förlagd till Första intendenturkompaniets före detta kaserner i Bagartorp/Ulriksdal, Stockholm. Från den 1 januari 1962 förlades skolan till Halmstad, och organiserades som Infanteriets kadett- och asprirantskola (InfKAS). Den 1 juni 1982 omorganiserades skolan till Infanteriets officershögskola, och underställdes Hallands regemente. Den 1 juli 1991 uppgick skolan i Arméns infanteri- och kavallericentrum (InfKavC). Den 1 juli 1993 förlades skolan till Linköping. Där den tillsammans med Infanteriets stridsskola 1995 bildade Stridsskola Mitt (SSM), som sedan 1 januari 1999 är en del av Markstridsskolan.

### Utbildningskompanier
| 1902 1. Livkompaniet 2. Väne kompani 3. Kållands kompani 4. Kullings kompani 5. Valbo kompani 6. Vedbo kompani 7. Tössbo kompani 8. Sundals kompani | 1994 1. Livkompaniet 2. (vakant) 3. (vakant) 4. Hylte kompani 5. (vakant) 6. (vakant) 7. Varberg kompani 8. Kungsbacka kompani 9. Falkenberg kompani 10. (vakant) 11. Laholm kompani |

## Förbandschefer
Regementschefer verksamma vid regementet åren 1902–2000.

- 1902–1909: Carl Ankarcrona
- 1909–1917: Emil Mörcke
- 1917–1926: Peter Hegardt
- 1926–1932: Reinhold Geijer
- 1932–1937: Gösta Bratt
- 1937–1938: Axel Gyllenkrook
- 1938–1940: Nils Bildt
- 1940–1941: Martin Wadner (tillförordnad)
- 1941–1944: Ivar Lindqvist
- 1944–1947: Henrik Wrede
- 1947–1951: Magnus Hedenlund
- 1951–1954: Petrus Lande
- 1954–1957: Carl Klingenstierna
- 1957–1959: Arne Mohlin
- 1959–1960: Tage Olihn
- 1960–1968: Nils Juhlin
- 1968–1976: Lage Wernstedt
- 1976–1980: Carl-Gustaf Tiselius
- 1980–1983: Gustaf Malmström
- 1983–1988: Rune Morell
- 1988–1993: Göran Wetterlundh
- 1993–1995: Per Källström
- 1995–1996: Peter Jonsson
- 1996–1998: Mats Welff
- 1998–2000: Arne Hedman

## Förläggningar och övningsplatser

### Förläggning
När Västgöta-Dals regemente bildades 1624, hade regementet Nygårdsängen som mötesplatser, från 1863 Grunnebo hed, båda i trakten av Vänersborg, där man även hade en expedition. Efter 1901 års härordning, där det beslutades att regementet skulle flytta till Halmstad, uppfördes ett kasernetablissement 1906. Kasernerna uppfördes efter 1901 års härordnings byggnadsprogram efter Kasernbyggnadsnämndens typritningsserie för infanterietablissement. Inför att regementet skulle flyttas till Halmstad, överfördes en av regementets bataljoner till mötesplatsen på Skedalahed i Halland, som fram till 1902 hade tillhört Hallands bataljon (I 28).
Den 10 oktober 1906 samlades hela regementet i sina nya kaserner vid Göteborgsvägen i Halmstad. Den 4 maj 1907 högtidlighölls inflyttningen genom en ceremoni. Den 1 juli 1994 tillkom Göta luftvärnskår (Lv 6), vilka omlokaliserades från Kvibergs kaserner inom Göteborgs garnison. Efter att regementet avvecklades i juni 2000, kom hela området att övertas av Göta luftvärnskår, som samtidigt antog namnet Luftvärnsregementet (Lv 6).

### Övningsplatser
Regementet vapenövades på sina mötesplatser vid Nygårdsängen och Grunnebo hed innan man 1906 flyttade till Halmstad. I Halmstad anlades skjut- och övningsfälten Nyårsåsens skjutfält och Mästocka skjutfält. År 1984 utökades Mästocka skjutfält för att klara utbildningskraven vid regementet.

## Heraldik och traditioner
Hallandsgruppen är arvtagare till regementes arv och traditioner och sorterar organisatoriskt sedan 1 januari 2020 under Västra militärregionen (MR V). Hallandsgruppen övertog fana och traditioner i samband med att regementet och brigaden avvecklades den 30 juni 2000. Från den 1 juli 2013 förs regementets traditioner vidare av Hallands bataljon, ingående i Hallandsgruppen.
Rudolf Petersson, skapare av serien En beväringsmans upplevelser och äventyr (numera 91:an), gjorde värnplikten vid Hallands regemente som är förebilden för Klackamo Hed, där 91:an, 87:an och de andra i serien 91:an gör lumpen. 

### Fälttåg
- Andra polska kriget (1600–1629)
- Trettioåriga kriget (1630–1648)
- Nordiska krigen (1655–1661)
- Skånska kriget (1674–1679)
- Stora nordiska kriget (1700–1721)
- Sjuårskriget (1757–1762)
- Gustav III:s ryska krig (1788–1790)
- Första kriget mot Napoleon (1805–1810)
- Finska kriget (1808–1809)
- Kampanjen mot Norge (1814)

### Förbandsfanor
Hallands regemente övertog fanor samt traditioner från Västgöta-Dals regemente, vilket även inkluderade landskapet Västergötlands färger (svart och gult). Regementet mottog sin sista fana (m/1994) den 7 april 1994, vilken överlämnades av Chefen för armén, Åke Sagrén. 1994 års fana ersatte den fana som regementet mottog den 7 juni 1952, vilken blev den första med Hallands vapenbild. 1952 års fana överlämnades av Hertigen av Halland, Prins Bertil. Fram till 1952 hade regementets färger varit landskapet Västergötlands färger (svart och gult), trots att regementet sedan 1906 varit förlagt i landskapet Halland. I samband med att regementet mottog den "halländska fanan", antogs landskapet Hallands färger (blått och vitt).

### Kamratförening
Vid Hallands regemente bildades den 19 september 1937 kamratföreningen Hallands regemente kamratförening, vilken är en ideell förening och har som syfte att vara en länk och samlingsplats mellan anställda eller värnpliktiga som tjänstgjort vid Hallands regemente och Hallandsbrigaden, vidare vårdar föreningen förbandets minne och traditioner. Lokalavdelningar tillkom i Stockholm 1947, i Göteborg 1954 och i Malmö (Skåneavdelningen) 1957, dock är samtliga avdelningar numera nedlagda.

### Utmärkelsetecken
År 2000 instiftades Hallands regementes och Hallandsbrigadens minnesmedalj i silver (HallregbrigMSM).

## Namn, beteckning och förläggningsort
| Kungl. Hallands regemente             | 1902-01-01 | – | 1974-12-31 |
| Hallands regemente                    | 1975-01-01 | – | 1975-06-30 |
| Hallands regemente och försvarsområde | 1975-07-01 | – | 2000-06-30 |
| Avvecklingsorganisation Halland       | 2000-07-01 | – | 2001-03-31 |

| № 16       | 1902-01-01 | – | 1914-09-30 |
| I 16       | 1914-10-01 | – | 1974-06-30 |
| I 16/Fo 31 | 1975-07-01 | – | 2000-06-30 |

| Grunnebo hed (M)         | 1902-01-01 | – | 1906-09-30 |
| Skedalahed (M)           | 1903-07-01 | – | 1906-09-30 |
| Halmstads garnison (F)   | 1906-10-01 | – | 2001-03-31 |
| Mästocka skjutfält (Ö)   | 1905-03-14 | – | 2000-06-30 |
| Ringenäs skjutfält (Ö)   | 19??-??-?? | – | 2000-06-30 |
| Nyårsåsens skjutfält (Ö) | 1905-03-14 | – | 2000-06-30 |

## Galleri

Hallands regementes vapen 1952–1994.
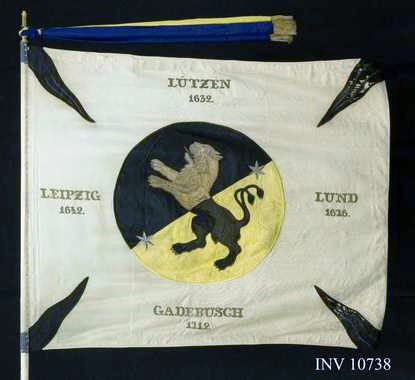
Regementets fana 1858–1952.
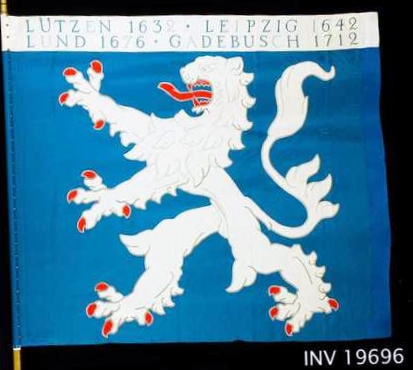
Regementets fana 1952–1994.
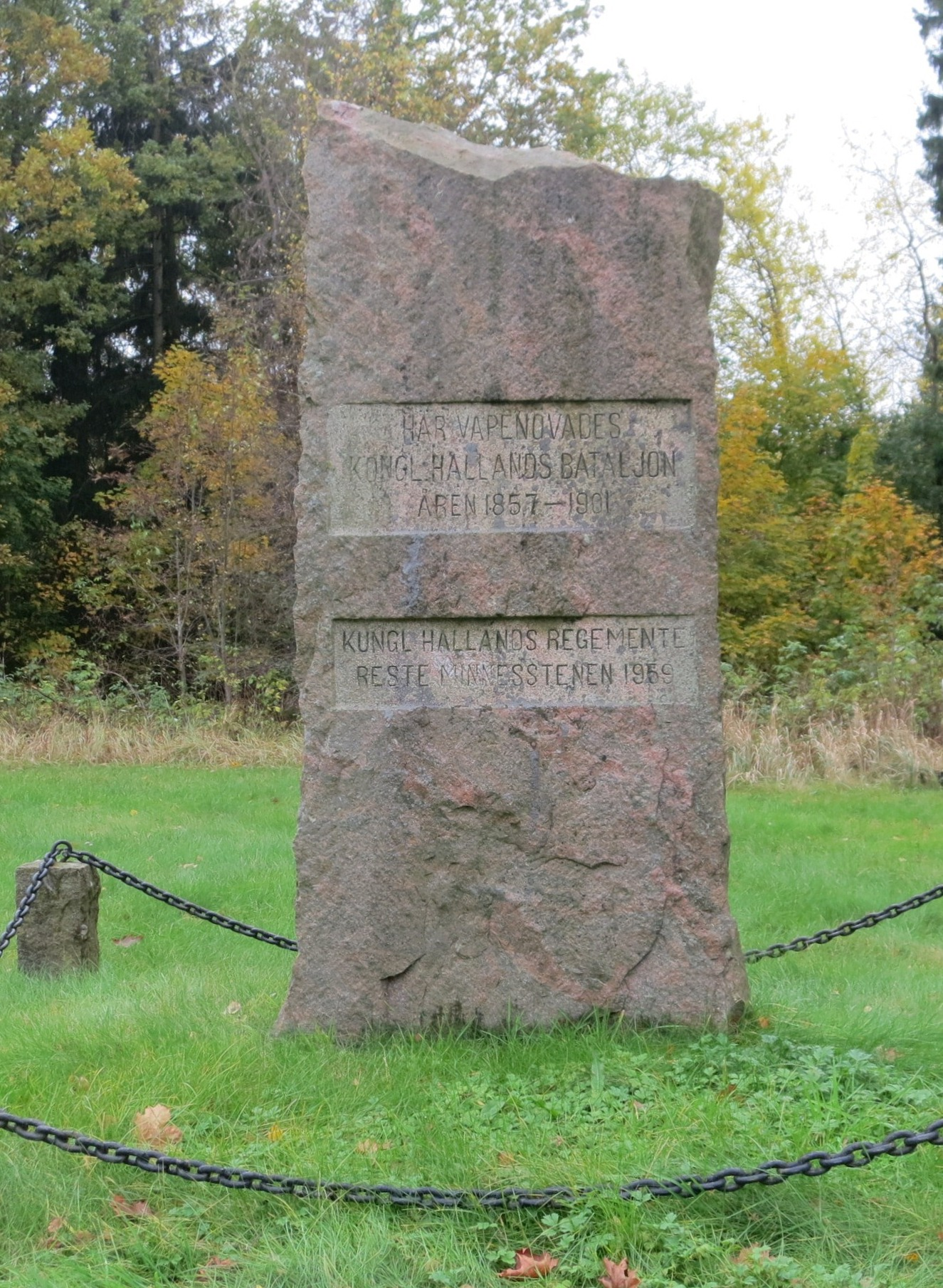
Minnessten vid Skedalahed.
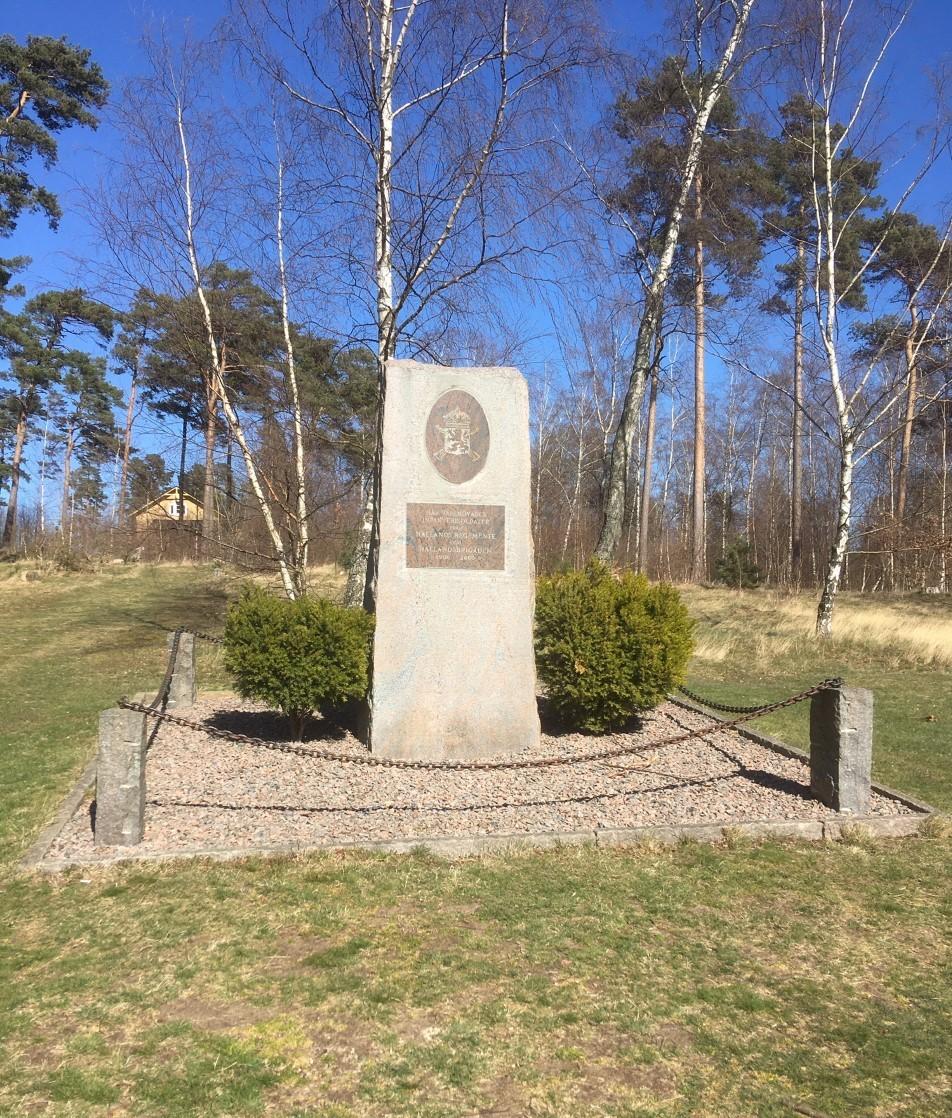
Minnessten över regementet i Halmstad.
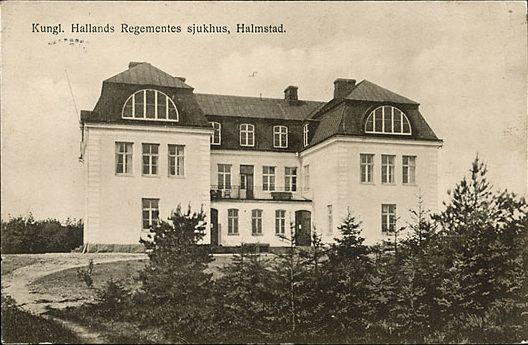
Sjukhuset vid Hallands regemente, 1920.
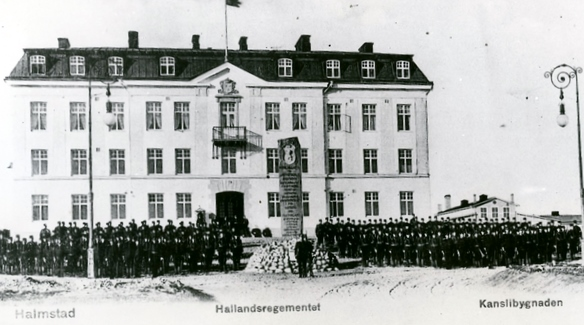
Vy över regementets personal framför kanslihuset.
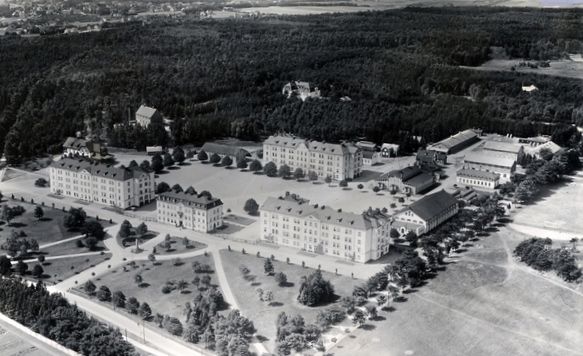
Flygbild över Hallands regemente.
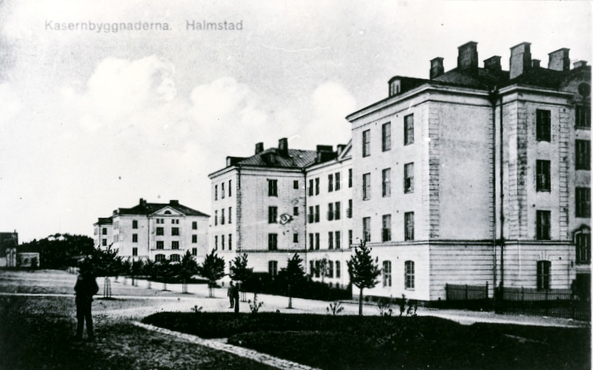
Vy över kasernerna sett från kaserngården.